# 范平
范 平（はん へい、216年 - 284年）は、 中国三国時代の呉から西晋にかけての人物。字は子安。揚州呉郡銭唐県の人。子は范奭・范咸・范泉。孫は范蔚。

## 生涯
先祖の范馥は王莽の乱によって呉に移住したため、その子孫は呉に定住したという。
范平は秀才に推挙され、臨海太守にまで昇進した。任地で評価が良かった。呉の孫晧が即位し、暴虐な政治を始めるようになると、病気と称して官を辞して郷里に帰り、儒学を研究したという。
太康5年（284年）、晋の武帝は范平を召しだそうとしたが、高齢を理由に拒絶された。やがて69歳で家で死去した。文貞先生と諡された。
また学舎を主宰し、姚信や賀邵といった名門の子弟に学問を教えている。死後、賀邵の子である賀循によって碑に建立されている。